# Stemmiulus spinogonus
Stemmiulus spinogonus är en mångfotingart som beskrevs av Jean-Paul Mauriès 1989. Stemmiulus spinogonus ingår i släktet Stemmiulus och familjen Stemmiulidae. Inga underarter finns listade i Catalogue of Life.